# AITO M5
Huawei Aito M5 — электромобиль и подзаряжаемый гибрид, выпускаемый с 2022 года компанией Seres под брендом AITO, первая модель компании.

## Описание
AITO M5 дебютировал в декабре 2021 года на базе Seres SF5. Серийно автомобиль начал производиться в сентябре 2022 года.
Центральная консоль оснащена 15,6-дюймовым экраном, а приборная панель оснащена 10,4-дюймовым дисплеем. AITO M5 является первым автомобилем с информационно-развлекательной бортовой системой «HarmonyOS Smart Cockpit» под управлением созданной самой компанией Huawei Harmony OS 3.

## Комплектации
Ultimate
АТ 496л. с.4х4
1.5 АТ 496л. с.4х4
Supreme

1.5. АТ 496л. с.4х4

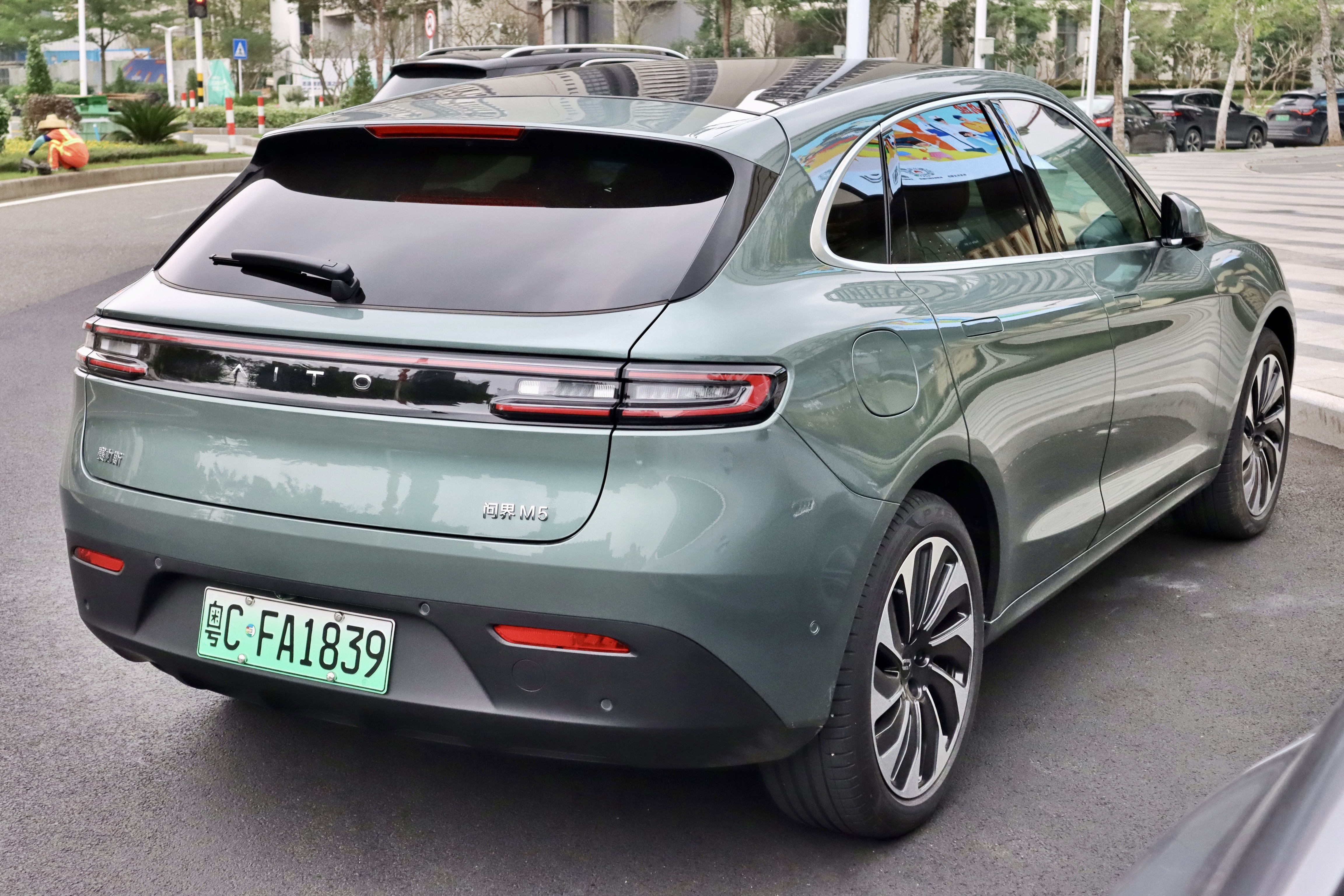
Вид сзади
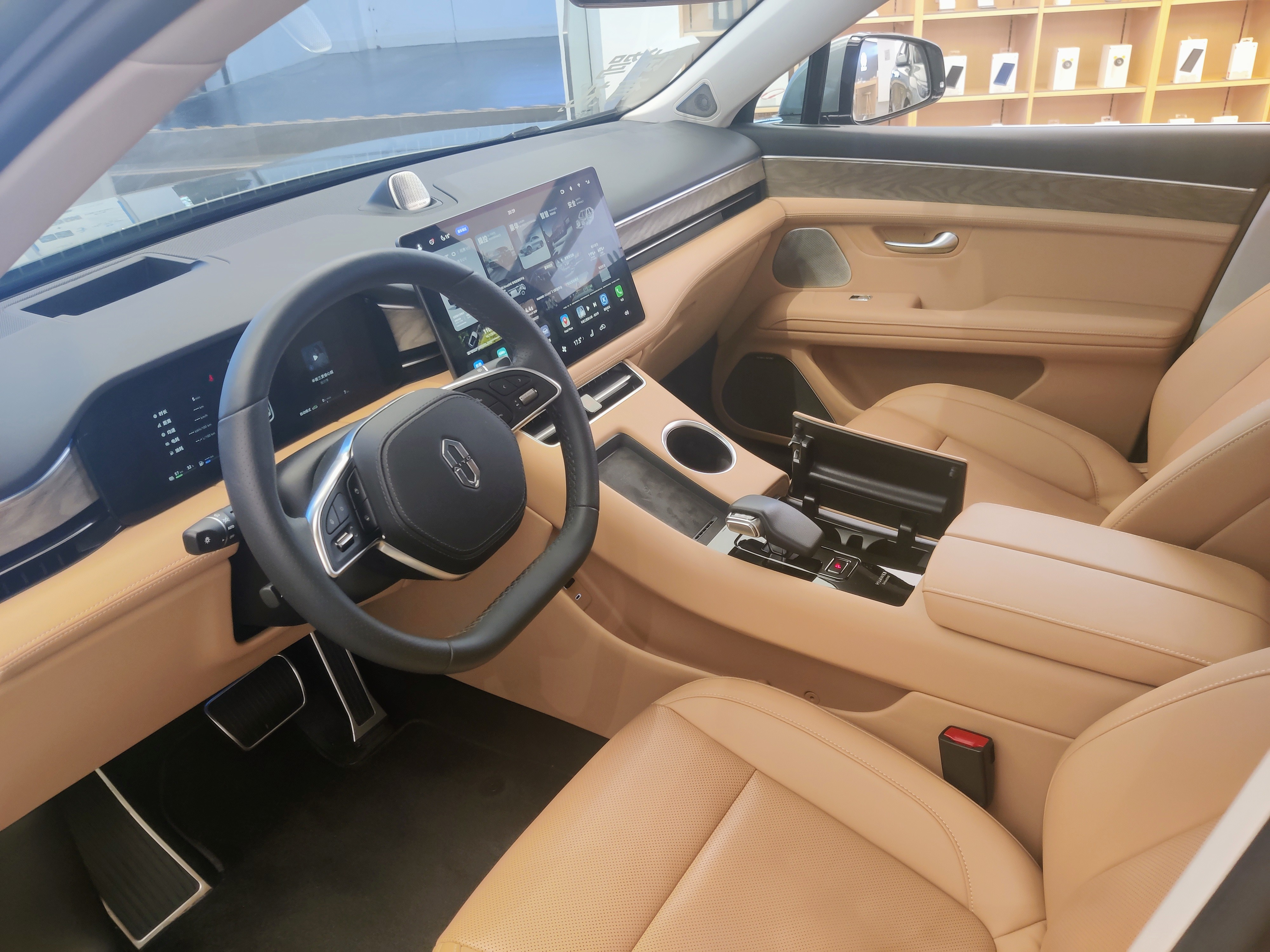
Интерьер

### AITO M5 EV
AITO M5 EV является полностью электрическим автомобилем. Запас хода одномоторной модификации составляет 620 км по циклу CLTC, а двухмоторной — 552 км по тому же циклу.

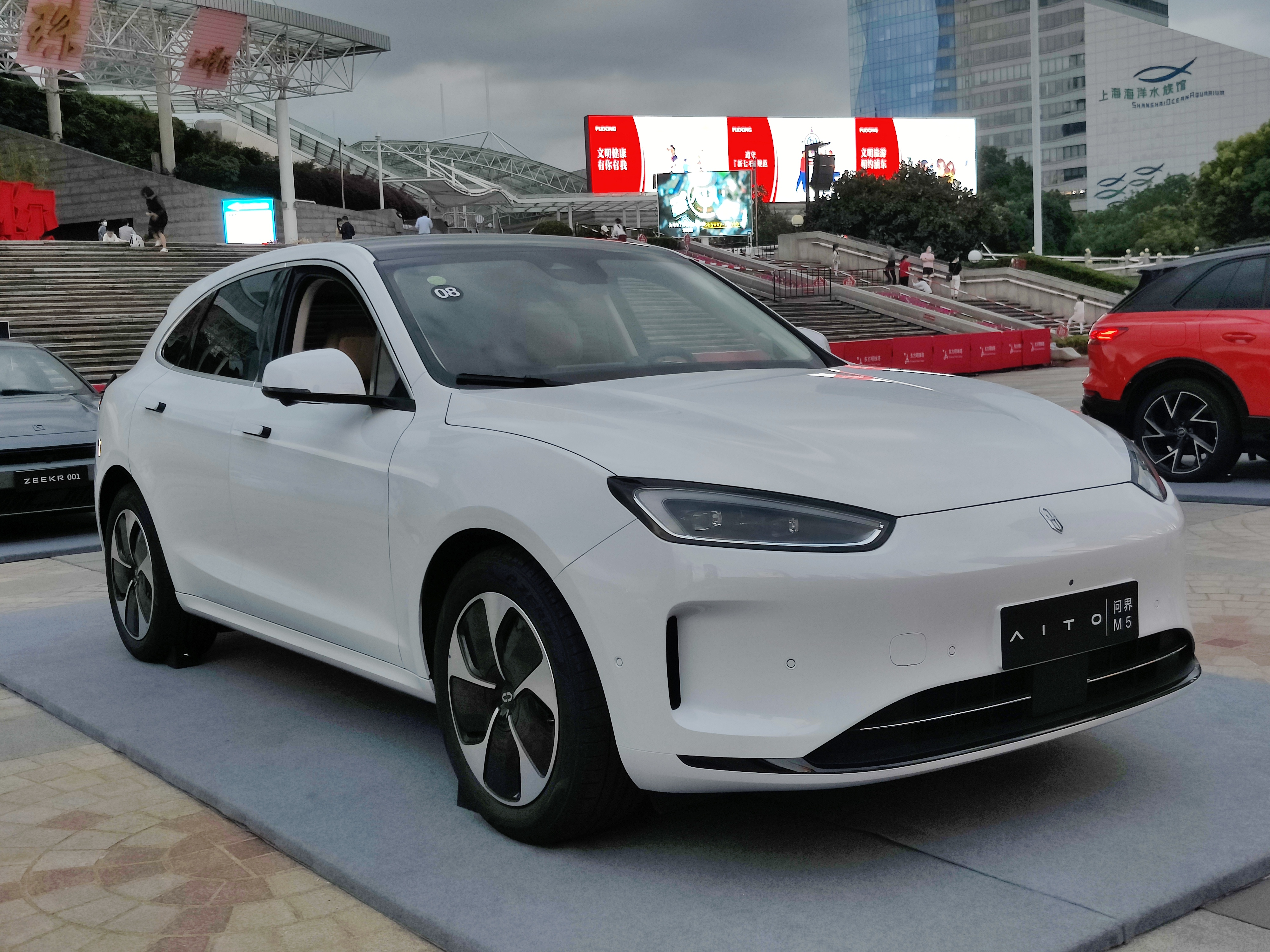
Вид спереди
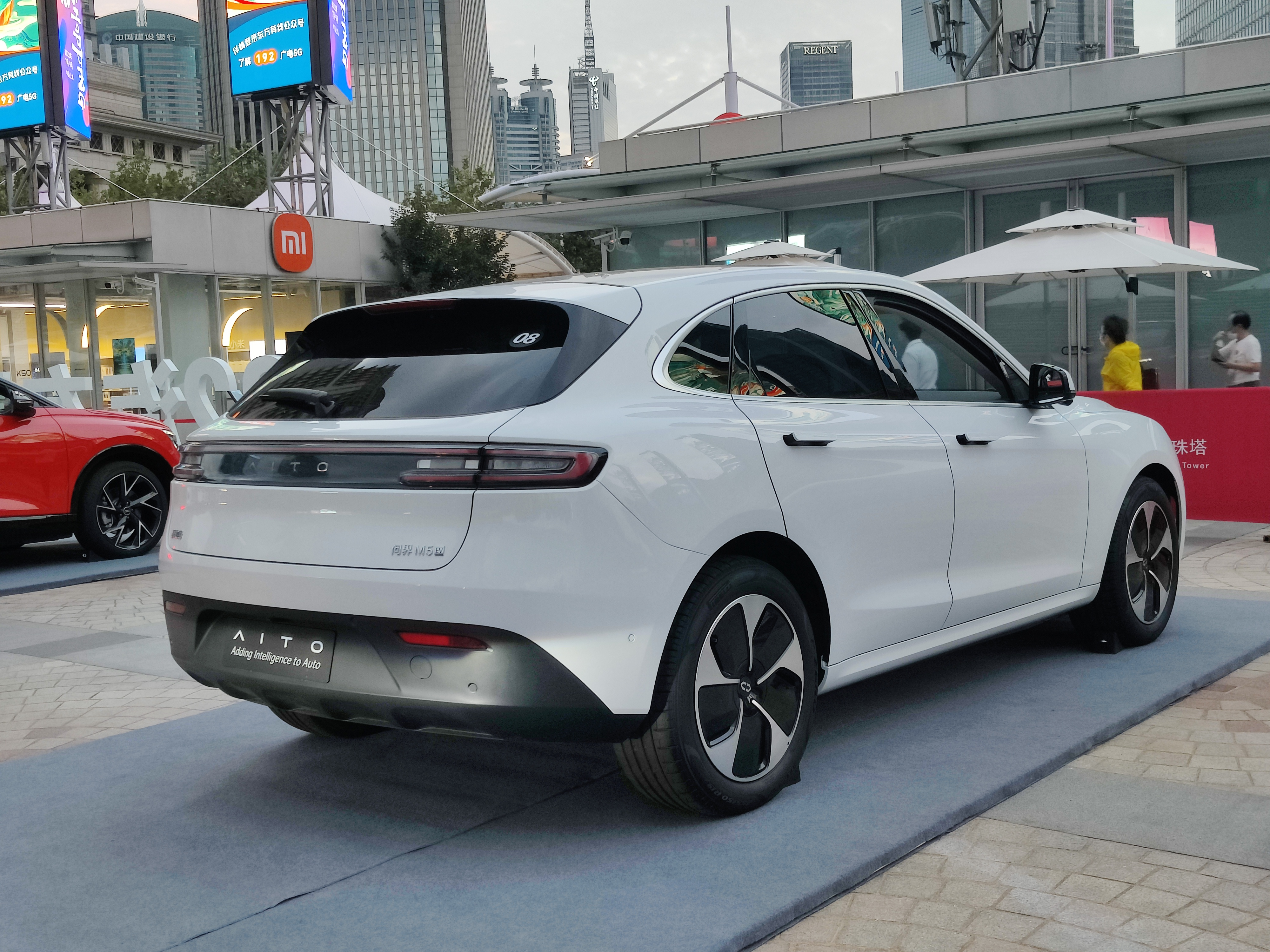
Вид сзади

## Технические характеристики
AITO M5 оснащён 1,5-литровым турбодвигателем мощностью 92 кВт с электродвигателем. Запас хода составляет 140 км по циклу NEDC. Ёмкость аккумулятора составляет 40 кВт⋅ч.

### Общая информация
- Страна марки: Китай
- Класс автомобиля: D
- Количество дверей: 5
- Количество мест: 5
- Расположение руля: Левый

### Размеры
- Длина: 4770 мм
- Ширина: 1930 мм
- Высота: 1625 мм
- Колёсная база: 2880 мм
- Клиренс: 150 мм
- Ширина передней колеи: 1655 мм
- Ширина задней колеи: 1650 мм
- Размер колёс: 255/45/R20

### Объём и масса
- Объём багажника мин/макс: 369/776 л
- Объём топливного бака: 56 л
- Снаряженная масса: 2335 кг

### Трансмиссия
- Коробка передач: Автомат
- Количество передач: 1
- Тип привода: полный

### Подвеска и тормоза
- Тип передней подвески: независимая, пружинная
- Тип задней подвески: независимая, пружинная
- Передние тормоза: дисковые вентилируемые
- Задние тормоза: дисковые вентилируемые

### Эксплуатационные показатели
- Максимальная скорость: 210 км/ч
- Разгон до 100 км/ч: 4.4 с
- Расход топлива, город/трасса/смешанный: -/-/6.2 л/100 км
- Марка топлива: АИ-95

### Двигатель
- Тип двигателя: гибридный
- Расположение двигателя: переднее, поперечное
- Объём двигателя: 1499 см³
- Тип наддува: турбонаддув
- Максимальная мощность: 496 л. с. (365 кВт) об/мин
- Максимальный крутящий момент: 675 Н*м об/мин
- Расположение цилиндров: рядное
- Количество цилиндров: 4
- Число клапанов на цилиндр: 4
- Система питания двигателя: распределенный впрыск (многоточечный)
- Степень сжатия: 15

### Аккумуляторная батарея
- Запас хода на электричестве: 180 км
- Время зарядки: 5.0 ч
- Емкость батареи: 40.0 кВт⋅ч

## В России
Продажи автомобилей AITO M5 в России начались в 2023 году в Москве, Чувашии, Новосибирске и Владивостоке (возможны продажи и в других городах). Цены варьируются от 4,2 до 5 млн рублей.